# PCloud
pCloud (чете се Пиклауд) е услуга, разработена от компанията „pCloud AG“, която позволява съхранението, управлението и споделянето на файлове чрез облачни технологии. Услугата стартира през септември 2013 г., като предлага решение както за крайния потребител, така и за бизнес клиенти. Достъпна е за мобилни устройства (Android, iOS и Windows Phone), десктоп клиенти (Windows, Mac OS, Linux) и уеб.

## Възможности
Една от основните функции на pCloud е улесненият достъп до файлове както онлайн, така и без осигурена интернет връзка, без да се заема допълнително пространство от клиента. Услугата не поставя ограничение върху размера на файловете, които се качват.
Скоростта на качване и сваляне също зависи само от скоростта, предоставена от интернет доставчика на потребителя. Предишни версии на запазените данни се съхраняват от 30 до 180 дни в зависимост от избрания план.
„pCloud Drive“ е специализиран софтуер, който действа като виртуален хард диск на всеки десктоп клиент. Файловите редакции се синхронизират автоматично между всички устройства с инсталиран pCloud. Възможен е и офлайн достъп до данните след задаване на определени параметри за синхронизиране.
„pCloud Business“ e b2b инструмент, който представя допълнителни функции за споделяне на файлове и организация на екипи.

## Сигурност
Файловете, които се запазват до сървърите на pCloud, са защитени с TLS/SSL протоколи при трансфер, като се добавят копия поне в три сървърни локации в дата център в Далас, Тексас.
Услугата представя и опционален допълнителен слой на защита с pCloud Crypto. Функционалността използва client-side encryption (криптиране от страна на клиента), за да заключи файлове по избор на потребителя. Криптирането се извършва от клиента, като на сървърите се качват само данните в шифрован вариант. Използват се 4096-битови RSA тайни потребителски ключове и 256-битови AES ключове за всеки файл и папка. При декриптиране, удостоверяването на данни се извършва чрез калкулиране на хеш-алгоритми на данните по време на криптиране и декриптиране и впоследствие – сравнение на резултатите.
В услугата е установена zero-knowledge практика на поверителност, според която ключовете за криптиране не се съхраняват в сървърите на pCloud и компанията няма достъп до тях. Ключът за криптиране (Crypto Pass) е наличен само за този, който го създава.

## pCloud Crypto Challenge
За да демонстрира качеството на сигурността на pCloud Crypto, в края на септември 2015 компанията обявява pCloud Crypto Hacking Challenge – предизвикателство с награден фонд от 100 000 щатски долара, насочено към хакери от цял свят. Крайната цел е разбиването на криптирана папка и предоставянето на съдържанието в декриптиран вид. Кампанията продължава 6 месеца, като се включват повече от 2850 участници, сред които и възпитаници на университети като Бъркли, Бостънски университет, MIT и др. Няма нито един успешен опит.

## История
pCloud e основана от Тунио Зафер (изпълнителен директор на pCloud AG) и Антон Титов (главен технически директор) в началото на 2013 г. Двамата решават да създадат услугата с цел да се улесни и подобри синхронизацията и споделянето на информация през интернет. pCloud e изградена със собствени решения, които се базират на опита на екипа от специалисти с организацията на обемни данни, пораждащи огромен световен трафик и високо потребление.
През ноември 2015 г. pCloud има 3 млн. потребители спрямо 2 млн. през септември 2015 г. През март 2016 г. те се увеличават до повече от 4 млн. На 29 юни 2016 г. компанията обявява, че вече активните потребители, използващи услугата, са 5 млн.
На 3 май 2018 г. pCloud вече се използва от 8 млн. потребители в 192 държави, като общото качено съдържание се равнява на 15 петабайта.

## Награди
pCloud има множество номинации за награди в сферата на иновациите. През 2015 и 2016 попада в топ 10 софтуер за управление на документи в класацията на Cloudswave. Също така заема първо място в класацията на българската медия „Капитал“ за топ 10 стартъпи в България за 2015 г. На годишната церемония на E-volution Awards, Forbes обявява pCloud за най-иновативна е-бизнес компания за 2016 година.

## Подобни услуги
- iCloud
- Dropbox
- Google Drive
- OneDrive
- SugarSync
- Syncplicity
- Sync
- Egnyte
- JustCloud